# Handschrift 1080

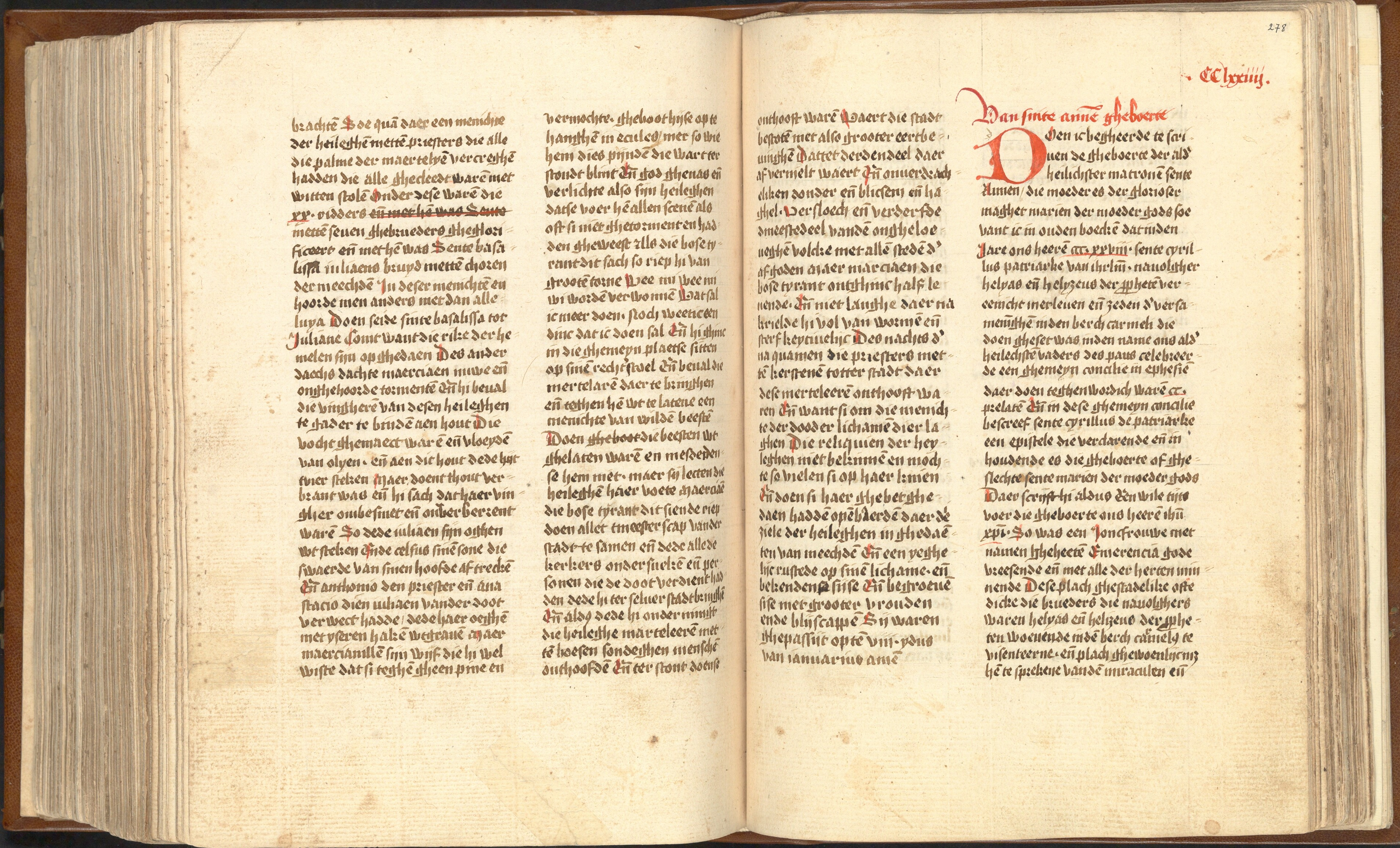
Fragment uit Hs. 1080. Begin van het verhaal over de geboorte van de Heilige Sint-Anna. Vervaardigd in de 2de helft van de 15de eeuw, Brabant.

Handschrift 1080 is een Middelnederlands manuscript dat de titel Leven van Jezus, sermoenen, exempelen en devoties in het Middelnederlands draagt. Het manuscript wordt bewaard in de Universiteitsbibliotheek Gent. Het manuscript werd vervaardigd in de tweede helft van de vijftiende eeuw in Brabant. Het is afkomstig uit het klooster van Zevenborren (Septem Fontes) en werd gevonden in het bezit van Joos van Lokere. 

## Auteurs
Het manuscript is een verzamelhandschrift dat het werk van enkele belangrijke auteurs uit de middeleeuwen bundelt. Zo bevat het manuscript niet enkel werken van Johannes Gerson en Peregrinus de Opole maar hoogstwaarschijnlijk ook van Jan Brugman. 
Johannes Gerson (1363-1429) heeft een poging ondernomen om een mystieke theologie te ontwikkelen, op basis van de christelijke mystiek van de pseudo-Denys. Hij weerlegde enkele van de hierin vooruitgeschoven thesissen door zich in de discussie te mengen tussen 'formalisten en terministen'. Hij kwam ook op tegen de neoplatonische identificatie van God met het Goede of met een noodzakelijke natuur, die hij in tegenstelling oordeelde met het primaat van de goddelijke wil en de goddelijke vrijheid, die hij als essentieel vond voor het christendom. Zo baande hij de weg naar een tegelijk mystieke en negatieve theologie. Zich baserende op de heilige Augustinus, de heilige Bernardus, de Pseudo Dyonisios of ook nog Richard van Sint-Victor, bouwde hij een theologie op die een systematische studie werd van de contemplatieve ervaringen, die hij de Scientia experimentalis noemde. Op grond daarvan werd hij een expert in de onderscheiding der geesten. Dit alles wordt gerepresenteerd in zijn teksten.
Peregrinus de Opole (1260- begin 14de eeuw) was een Silezische Dominicaanse broeder. Zijn grootste literaire uitvoering is zijn tweedelige collectie van Latijnse sermoenen: Sermones de tempore (sermoenen voor feestdagen van het kerkelijke jaar) en Sermones de sanctis (sermoenen voor de feesten van bepaalde heiligen).
Johannes Brugman (1400-1473) was een franciscaner pater, redenaar en dichter. Hij schreef enkele geestelijke liederen waaronder "Ic heb ghejaecht mijn leven lanc" en een hagiografie over Liduina van Schiedam die in 1433 overleed. Er kwamen daarvan drie delen uit, deel 1 verscheen in 1433, deel 2 in 1448 en deel 3 in 1456. Daarnaast is hij natuurlijk ook bekend van de vele religieuze gedichten die hij schreef. Hij is verder de schrijver van het boek Speculum Imperfectionis (Spiegel der onvolkomenheid) waarin hij oproept tot strikte naleving van de regel van Franciscus van Assisi. Het lied Ik wil mij gaan vertroosten wordt aan hem toegeschreven.

## Inhoud

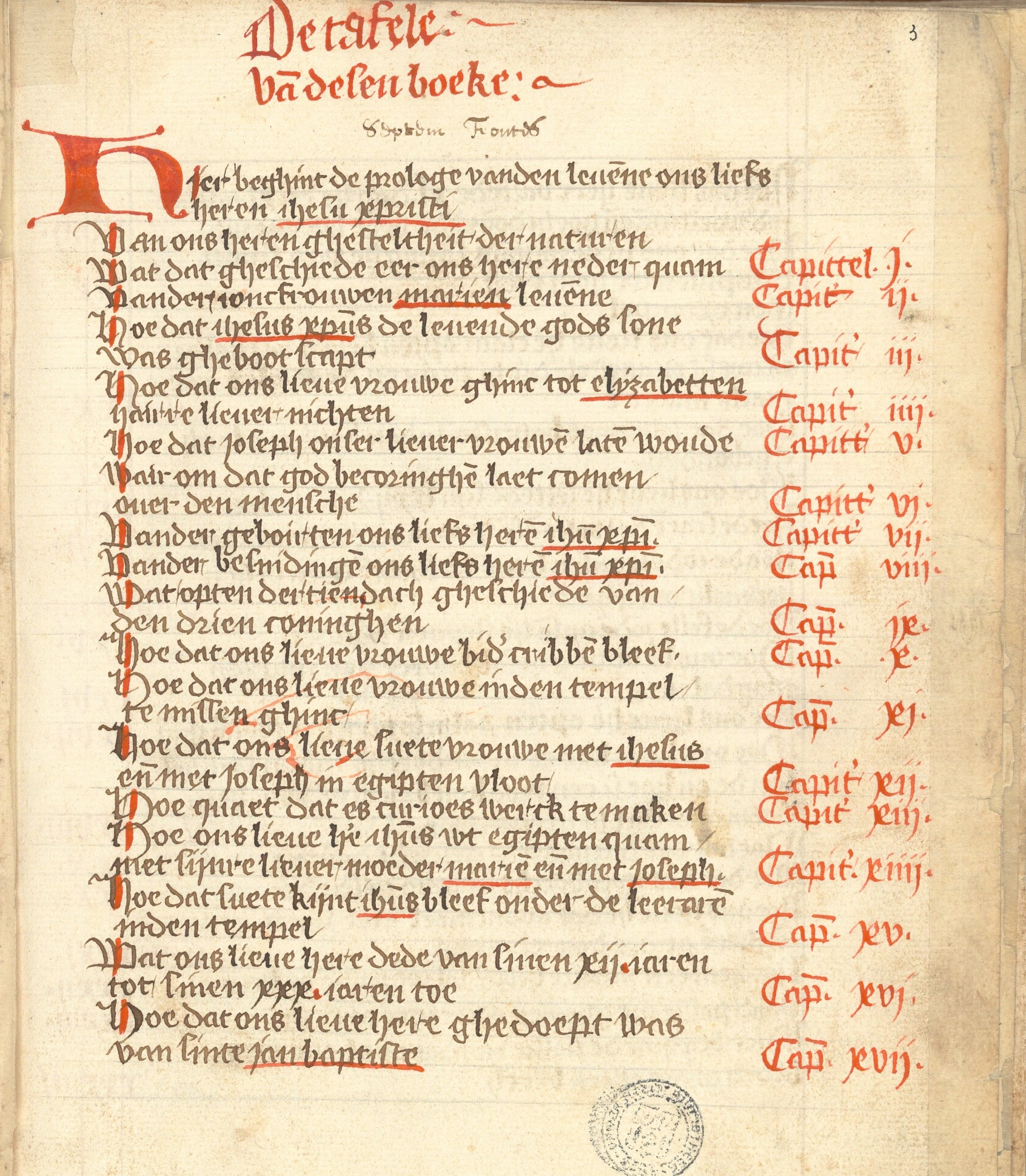
Fragment uit Hs. 1080. Deel van de inhoudstafel. Vervaardigd in de 2de helft van de 15de eeuw, Brabant.

Het handschrift bevat de volgende onderdelen:
- Inhoudstafel
- Pseudo-Bonaventura-Ludolfiaanse Leven van Jezus
- Devoties van Sint-Jozef
- Toevoegingen (Johannes Gerson)
- Sermoenen voor zon- en feestdagen door het gehele jaar (naar Peregrinus de Opole)
- Inhoudstafel van de resterende legendes
- Exempel van de Molenarin
- Van het tweeëntwintigjaaroude vrouwtje
- Exempel
- Van geestelijke sloten
- Van vijf dingen
- Tekst van Jan Brugman
- Drie opeenvolgende exempels
- Het leven van Liedewij, de maagd van Schiedam (Jan Gerlachszoon)
- Over Moeder Maagd Maria en haar Bekering
- Exempel van Sint-Augustijn
- Exempel van Sint-Walburg
- Exempel van Sint-Landrada
- Exempel van Sint-Blandina
- Exempel van Sint-Leopardus
- Exempel van Sint-Brigita
- Een mirakelverhaal
- Exempel van Sint-Affra
- Legende van Sint-Juliaan
- Over de geboorte van Sint-Anna
- Legende van Sint-Anna
- Over de geboorte van Onze Lieve Vrouw
- Exempel van de Heilige Maagd Maria
- Exempel van Sint-Antonius
- Exempel van Sint-Alexis
- Exempel van Sint-Eustachius
- Exempel van Sint-Justina
- Exempel van Sint-Alexander de Paus
- Exempel van Sint-Willibrord
- Exempel van Sint-Concordius
- Exempel van Sint-Theogenus
- Exempel van Sint-Lucianus
- Exempel van Sint-Thomas van Aquino
- Een sermoen van Jan de Evangelist